# Ір
Ір (грец. Ἶρος) — прізвисько жебрака Арнея, що розпочав бійку з Одіссеєм, коли герой повернувся додому.
Герой твору «Одіссея» Гомера.
Переносно Ір — злидар. А справжнє його ім'я — Арней. Своє прізвисько він отримав через жебракування. Ще в античні часи його ім'я використовували для позначення усього бідного та жебрацького

## Зміст епізоду із Іром
Коли Одіссей після Троянської війни повернувся додому на Ітаку у вигляді жебрака, Ір захотів вигнати його як конкурента-жебрака із власного ж дому Одісея.
Та Одісей з легкістю подолав Іра та викинув його за двері.

## Цитати із «Одісеї»
«В відповідь мовив йому цим розлючений Ір-волоцюга: 
„Лишенько! Як цокотить задрипаний цей ненажера, 
Наче та баба стара біля печі. 
Ну й дам йому чосу, 
Як у обидва візьму кулаки, — полетять усі зуби
З щелеп на землю, немов кабанові, що засіви риє.
Підпережись, як належить, хай всі тут навколо побачать
Бій наш, як із молодшим од себе ти битися будеш“.
Так на порозі, обтесанім з каменю, в дверях високих
Сварку вони одчайдушну нараз завели між собою.»